# Décès en octobre 2011
Décès
- 2007
- 2008
- 2009
- 2010
- 2011
- 2012
- 2013
- 2014
- 2015

Pour une information complémentaire, voir la page d'aide.

## Octobre 2011
| Date        | Nom                                      | Activités | Âge | Source |
| ----------- | ---------------------------------------- | --- | --- | ------ |
| 1er octobre | François Abou Salem                      | Comédien, auteur et metteur en scène franco-palestinien. | 60  |        |
| 1er octobre | David Bedford                            | Compositeur et musicien britannique. | 74  | (en)   |
| 1er octobre | Salvador Iborra                          | Poète espagnol, catalan. | 33  |        |
| 1er octobre | Sven Tumba                               | Hockeyeur, footballeur et golfeur suédois. | 80  | (en)   |
| 2 octobre   | Andrija Fuderer                          | Joueur d'échecs yougoslave — croate — devenu ingénieur chimiste et inventeur. | 80  | (en)   |
| 2 octobre   | Don Lapre                                | Marchand américain procédant par réclames télévisées. | 47  | (en)   |
| 2 octobre   | Piero Weiss                              | Pianiste, musicologue et professeur américain. | 83  | (en)   |
| 2 octobre   | Zakaria Zerouali                         | Footballeur marocain. | 33  |        |
| 3 octobre   | Aden Meinel                              | Astronome américain. | 88  | (en)   |
| 4 octobre   | Claude Dufresne                          | Journaliste et romancier français. | 91  |        |
| 5 octobre   | Peter Jaks                               | Hockeyeur suisse. | 45  |        |
| 5 octobre   | Bert Jansch                              | Auteur-compositeur-interprète et guitariste écossais de folk. | 67  |        |
| 5 octobre   | Steve Jobs                               | Entrepreneur, inventeur et gestionnaire américain (Apple I, Apple II, Macintosh, NeXT, NeXTSTEP, Pixar, iMac, MacOS, Mac OS X, iTunes, iPod, iPhone, iPad; cofondateur d'Apple)                                                                                    | 56  |        |
| 5 octobre   | Charles Napier                           | Acteur américain (Le Silence des agneaux). | 75  | (en)   |
| 5 octobre   | Fred Shuttlesworth                       | Activiste politique américain du Mouvement des droits civiques. | 89  | (en)   |
| 5 octobre   | Gökşin Sipahioğlu                        | Photographe et grand reporter turc, fondateur-directeur de l'agence Sipa Press. | 84  |        |
| 6 octobre   | Bess Bonnier (de)                        | Pianiste, compositrice et professeure américaine de jazz. | 83  | (en)   |
| 6 octobre   | Diane Cilento                            | Actrice australienne. | 79  | (en)   |
| 7 octobre   | Ramiz Alia                               | Homme politique albanais (dernier président communiste, 1991-1992). | 85  |        |
| 7 octobre   | Julien Bailleul (de)                     | Footballeur français. | 23  |        |
| 7 octobre   | Fernando Charrier (en)                   | Évêque italien catholique émérite d'Alexandrie (Italie). | 80  | (en)   |
| 7 octobre   | Michel Peissel                           | Ethnologue français. | 74  |        |
| 8 octobre   | Al Davis                                 | Entraîneur américain et principal propriétaire d'une équipe de football (Raiders d'Oakland). | 82  |        |
| 8 octobre   | David Hess                               | Acteur et auteur-compositeur américain. | 69  |        |
| 8 octobre   | Mikey Welsh                              | Artiste-peintre et musicien américain (bassiste du groupe de rock Weezer, 1998-2001). | 40  | (en)   |
| 8 octobre   | Ingvar Wixell                            | Baryton d'opéra suédois. | 80  |        |
| 9 octobre   | Jean Gourmelin                           | Dessinateur, illustrateur français. | 90  |        |
| 9 octobre   | Pavel Kareline                           | Sauteur à ski russe. | 21  | (ru)   |
| 9 octobre   | Manuel Prado Perez-Rosas (en)            | Archevêque péruvien catholique émérite de Trujillo (Pérou). | 88  | (en)   |
| 9 octobre   | Dennis Ritchie                           | Informaticien américain, développeur du langage informatique C et du système d'exploitation Unix, rédacteur (The C Programming Language), Prix Turing 1983, IEEE Richard Hamming Medal 1990, National Medal of Technology and Innovation 1998, Prix japonais 2011. | 70  |        |
| 11 octobre  | Léon Bernier                             | Compositeur, arrangeur et chef d'orchestre québécois. | 75  |        |
| 11 octobre  | Robert Galvin                            | Homme d'affaires américain (longtemps PDG de Motorola). | 89  |        |
| 11 octobre  | Dieudonné Kabongo                        | Humoriste congolais, katangais, polyvalent (comédien, conteur et musicien), belge d'adoption. | 61  |        |
| 11 octobre  | Frank Kameny                             | Docteur en astronomie, activiste et homme politique américain, fondateur du Groupe national gay et lesbien (NGLT) et de la Mattachine Society of Washington (1950), inventeur du slogan « Gay is good ».                                                           | 86  |        |
| 12 octobre  | Raymond Barthelmebs                      | Footballeur français. | 77  |        |
| 12 octobre  | Heinz Bennent                            | Acteur allemand (Le Tambour, Le Dernier Métro, Maigret et le fantôme, Princesse Marie). | 90  |        |
| 12 octobre  | Patricia Breslin                         | actrice américaine. | 80  |        |
| 12 octobre  | János Herskó                             | Réalisateur hongrois. | 85  | (hu)   |
| 12 octobre  | Pierre Lelong                            | Mathématicien français. | 99  |        |
| 12 octobre  | Dennis Ritchie                           | Pionnier de l'informatique, inventeur du langage C et principal contributeur à la naissance d'Unix | 70  |        |
| 12 octobre  | James Van Doren                          | Créateur américain des Van's. | 72  |        |
| 13 octobre  | Pierre Chantelat                         | Homme politique français. | 88  |        |
| 13 octobre  | Chris Doig (en)                          | Chanteur d'opéra néo-zélandais. | 62  | (en)   |
| 13 octobre  | Barbara Kent                             | Actrice canado-américaine du cinéma muet. | 103 | (en)   |
| 13 octobre  | Abdoulaye Seye                           | Sprinter sénégalais (bronze aux JO de 1960, course à pied, 200 m). | 77  |        |
| 14 octobre  | Laura Pollan                             | Enseignante cubaine, cofondatrice (2003) et leader activiste des « Dames en blanc » (Prix Sakharov 2005, Human Rights First 2006). | 63  |        |
| 15 octobre  | Jacques Chapus                           | Journaliste français. | 89  |        |
| 15 octobre  | Donald Dunstan                           | Général de corps d'armée australien, gouverneur d'Australie-Méridionale (1982-1991). | 88  | (en)   |
| 15 octobre  | Pierre Mamboundou                        | Homme politique gabonais, président de l'UPG. | 64  |        |
| 15 octobre  | Yves de Saint-Front                      | Peintre et vitrailliste français. | 83  |        |
| 16 octobre  | Elouise Cobell                           | Activiste amérindienne américaine. | 65  |        |
| 16 octobre  | Jacques Douffiagues                      | Homme politique français, maire d'Orléans (1980-1988), député, conseiller général, ministre. | 70  |        |
| 16 octobre  | Paul Garrigues                           | Joueur de rugby à XV avec le Stade toulousain (1964-1973) puis le SC Pamiers (1973-1978). | 67  |        |
| 16 octobre  | Dan Wheldon                              | Pilote automobile britannique, vainqueur des 500 miles d'Indianapolis en 2005 et 2011. | 33  |        |
| 17 octobre  | Manfred Gerlach                          | Homme politique de la République démocratique allemande et dernier président du Conseil d’État. | 83  | (en)   |
| 18 octobre  | Norman Corwin                            | Scénariste, acteur et animateur de radio américain. | 101 |        |
| 18 octobre  | Jan Marian Kaczmarek                     | Scientifique polonais. | 9   |        |
| 18 octobre  | Friedrich Kittler                        | Historien de la littérature et théoricien allemand des médias. | 68  | (en)   |
| 18 octobre  | Jacques Thuillier                        | Historien de l'art français. | 83  |        |
| 18 octobre  | Andrea Zanzotto                          | Poète italien. | 90  |        |
| 20 octobre  | Alain Bayrou                             | Homme politique français. | 55  |        |
| 20 octobre  | Manat Chuabsamai                         | Évêque thaïlandais catholique émérite de Ratchaburi. | 75  | (en)   |
| 20 octobre  | Claude Delarue                           | Écrivain et dramaturge franco-suisse. | 71  |        |
| 20 octobre  | Moatassem Kadhafi                        | Militaire libyen, fils de Mouammar Kadhafi. | 36  |        |
| 20 octobre  | Mouammar Kadhafi                         | Militaire libyen, homme d'État et idéologue politique. | 69  |        |
| 20 octobre  | Iztok Puc                                | Handballeur slovène. | 45  |        |
| 20 octobre  | Jean Raymond                             | Comédien et imitateur français. | 92  |        |
| 20 octobre  | Roger Tallon                             | Designer industriel français, concepteur du TGV. | 82  |        |
| 20 octobre  | Abou Bakr Younès Jaber                   | Militaire libyen, ministre de la Défense de Mouammar Kadhafi. | ?   |        |
| 21 octobre  | Boudraâ Bel Abbès                        | Médecin-chirurgien algérien. | 86  |        |
| 21 octobre  | Antonio Cassese                          | Juriste italien. | 74  |        |
| 21 octobre  | George Daniels                           | Horloger anglais (inventeur de l'échappement coaxial). | 85  |        |
| 21 octobre  | Yann Fouéré                              | Nationaliste breton. | 101 |        |
| 21 octobre  | Anis Mansour                             | Écrivain et traducteur égyptien. | 87  |        |
| 21 octobre  | Edmundo Ros                              | Musicien trinidadien de rumba. | 100 |        |
| 22 octobre  | « Antoñete » (Antonio Chenel Albaladejo) | matador espagnol | 79  |        |
| 22 octobre  | Sultan ben Abdelaziz Al Saoud            | Prince héritier saoudien, vice-Premier ministre et ministre de la Défense et de l'Aviation. | 83  |        |
| 22 octobre  | Jean Dubuisson                           | Architecte français. | 97  |        |
| 23 octobre  | Jean Amadou                              | Chansonnier (humoriste) français. | 82  |        |
| 23 octobre  | Antonio Chenel                           | Toréro espagnol, surnommé « Antoñete ». | 79  |        |
| 23 octobre  | Joseph Dao (en)                          | Évêque burkinabé catholique émérite de Kayes, Mali. | 75  | (en)   |
| 23 octobre  | Herbert Aaron Hauptman                   | Mathématicien américain, colauréat du Nobel de chimie 1985. | 94  | (en)   |
| 23 octobre  | Augustin Frédéric Kodock                 | Homme politique camerounais. | 78  |        |
| 23 octobre  | Marco Simoncelli                         | Pilote italien de vitesse moto. | 24  |        |
| 24 octobre  | Morio Kita                               | Écrivain japonais (nom de plume du psychiatre Sokichi Saito). | 84  | (en)   |
| 24 octobre  | John McCarthy                            | Informaticien américain, créateur du langage Lisp et l'un des principaux pionniers du temps partagé et de l'intelligence artificielle. | 84  |        |
| 24 octobre  | Crescênzio Rinaldini (en)                | Évêque italien catholique émérite d'Araçuaí, Brésil. | 85  | (en)   |
| 24 octobre  | Peter Siddell                            | Peintre figuratif néo-zélandais. | 76  | (en)   |
| 25 octobre  | Liviu Ciulei                             | Architecte, acteur, metteur en scène, scénariste et réalisateur roumain. | 88  |        |
| 26 octobre  | Michel Inchauspé                         | Homme politique français, député (1967-1986, 1988-2002). | 85  |        |
| 26 octobre  | Roman Kukleta                            | Joueur de football tchécoslovaque (tchèque). | 46  | (cs)   |
| 26 octobre  | William A. Niskanen                      | Économiste américain, membre du Council of Economic Advisors (1981-1985), président du Cato Institute (1985-2008). | 78  | (en)   |
| 26 octobre  | Jona Senilagakali                        | Médecin, Premier ministre des Fidji (2006-2007). | 81  | (en)   |
| 27 octobre  | Tom Brown                                | Joueur de tennis américain. | 89  | (en)   |
| 27 octobre  | Michel Giraud                            | Homme politique français, maire (1971-1992), sénateur (1977-1988), président du conseil régional d'Île-de-France (1976-1988, 1992-1998), ministre (1993-1995). | 82  |        |
| 27 octobre  | James Hillman                            | Psychologue américain, adepte de la psychologie archétypique. | 85  | (en)   |
| 27 octobre  | Eduard Kojnok (en)                       | Évêque slovaque catholique émérite de Rožňava. | 78  | (en)   |
| 28 octobre  | Willy De Clercq                          | Homme politique belge. | 84  |        |
| 28 octobre  | Jiří Gruša                               | Écrivain (poète, romancier, traducteur), homme politique et diplomate tchèque. | 72  | (de)   |
| 28 octobre  | Len Killeen                              | Joueur de rugby à XIII sud-africain. | 72  | (en)   |
| 29 octobre  | Robert Lamoureux                         | Acteur, humoriste, auteur dramatique, réalisateur, parolier et scénariste français. | 91  |        |
| 30 octobre  | Serge Aubry                              | Joueur de hockey sur glace canadien. | 69  |        |
| 31 octobre  | Flórián Albert                           | Footballeur hongrois. | 70  |        |
| 31 octobre  | Ali Saibou                               | Président du Niger (1987-1993). | 71  |        |